# Собятино
Собятино (пол. Sobiatyno) — село в Польщі, у гміні Милейчиці Сім'ятицького повіту Підляського воєводства. Населення — 114 осіб (2011).

## Історія
Вперше згадується 1566 року.
У 1975—1998 роках село належало до Білостоцького воєводства.

## Демографія
Демографічна структура станом на 31 березня 2011 року:
|          | Загалом | Допрацездатний вік | Працездатний вік | Постпрацездатний вік |
| -------- | ------- | ------------------ | ---------------- | -------------------- |
| Чоловіки | 45      | 2                  | 23               | 20                   |
| Жінки    | 69      | 8                  | 15               | 46                   |
| Разом    | 114     | 10                 | 38               | 66                   |

## Релігія
В селі є каплиця святих Апостолів Петра і Павла, розташована на цвинтарі.